# Високі Байраки
Високі Байра́ки — село в Україні, у Великосеверинівській сільській громаді Кропивницького району Кіровоградської області. Населення становить 987 осіб. До 2020 року орган місцевого самоврядування — Високобайрацька сільська рада.
Неподалік від села розташоване заповідне урочище «Сарганівський Ліс».

## Історія
Станом на 1886 рік у селі, центрі Високобайрацької волості Олександрійського повіту Херсонської губернії, мешкало 406 осіб, налічувалось 90 дворових господарств, існували православна церква та школа.

## Населення
Згідно з переписом УРСР 1989 року чисельність наявного населення села становила 952 особи, з яких 431 чоловік та 521 жінка.
За переписом населення України 2001 року в селі мешкало 905 осіб.

### Мова
Розподіл населення за рідною мовою за даними перепису 2001 року:
| Мова       | Відсоток |
| ---------- | -------- |
| українська | 95,80 %  |
| російська  | 3,09 %   |
| циганська  | 0,88 %   |
| білоруська | 0,22 %   |

## Відомі люди
- Бузуляк Анатолій Віталійович (1986—2014) — сержант Збройних сил України, учасник російсько-української війни.
- Кравцов Лаврентій Петрович (1903-1984) — прозаїк.
- Березкін Станіслав Семенович (1959-2020) — народний депутат України